# Таккер, Альберт Уильям
Альберт Уильям Таккер (англ. Albert William Tucker; 28 ноября 1905 года, Ошава, провинция Онтарио — 25 января 1995 года, Хайтстаун, штат Нью-Джерси) — канадский математик, внесший важный вклад в развитие топологии, теории игр и нелинейного программирования.

## Биография
Альберт Таккер родился в Ошаве, Канада. Получил степень бакалавра в университете Торонто в 1928 году, а спустя ещё год магистерскую степень. В 1932 году, уже в Принстонском университете, под руководством Соломона Лефшеца защитил докторскую диссертацию «An Abstract Approach to Manifolds». Несколько лет занимал должность National Research Fellow в Кембридже, Гарварде и Чикаго.
В 1933 году Таккер вернулся в Принстон на математический факультет, который впоследствии возглавлял около двадцати лет, вплоть до конца работы там в 1974 году, став, таким образом, одним из самых длительных руководителей в истории факультета. Обширные познания в своей области сделали Таккера превосходным источником для устной истории математики.
Среди его аспирантов были лауреаты Нобелевской премии Джон Нэш и Ллойд Шепли, лауреат премии Тьюринга Марвин Мински, другие известные учёные — Мишель Балински, Дэвид Гэйл, Алан Голдман, Джон Избелл, Торренс Парсонс и т. д. Таккер сотрудничал с Гарольдом Куном в ряде научных работ и консультировал его по оптимизационным моделям.
Альберт Таккер в 1950 году дал название и формулировку для одного из самых известных теоретико-игровых парадоксов — «дилеммы заключенного», сформулированного Мерилом Фладом и Мелвином Дрешером в рамках своей модели сотрудничества и конфликта. Он также известен как один из авторов условий Куна-Таккера, играющих важную роль в нелинейном программировании, но опубликованных не в научном журнале, а среди материалов конференции.
Активно участвовал в развитии математического образования в качестве председателя Advanced Placement Calculus Committee Совета колледжа (1960—1963). Сотрудничал с Committee on the Undergraduate Program in Mathematics (CUPM) в составе Математической ассоциации Америки (занимал пост президент МАА в 1961—1962). Проводил под эгидой Национального научного фонда летние семинары для учителей и преподавателей. Джордж Томас-младший признал большой вклад Таккера в создание многих упражнений для своего классического учебника, «Calculus and Analytic Geometry».
В начале 1980-х Таккер заручился поддержкой Чарльза Гиллиспи, профессора истории Принстонского университета, для создания проекта по сохранению устных историй о Принстонском математическом обществе 1930-х годов. Финансируемый фондом Слоуна, проект разросся, выйдя за пределы Принстона. Своими воспоминаниями поделились такие выдающиеся личности, как Альберт Эйнштейн, Джон фон Нейман и Курт Гёдель компьютерный пионер Герман Гольдстайн, нобелевские лауреаты Джон Бардин и Юджин Вигнер.
Альберт Таккер был тем, кто заметил лидерские способности и талант молодого аспиранта Джона Кемени и порекомендовал Дартмутскому колледжу нанять его в сотрудники. В Дартмуте Кемени стал в дальнейшем председателем математического факультета, а затем и президентом колледжа. Годы спустя Дартмутский колледж наградил Альберта Таккера почётной степенью.
Его сыновья Алан, Томас и внук Томас Таккер-младший стали профессиональными математиками.
Таккер скончался в городе Хайтстаун, Нью-Джерси в 1995 году в возрасте 89 лет.

## Работы
- Linear Programs and related problems, Academic Press 1993 (в соавторстве с Evar Nering).
- Contributions to the theory of games, Annals of Mathematical Studies 1950 (в соавторстве с H. W. Kuhn (eds.)).
- Linear inequalities and related systems, Annals of Mathematical Studies 1956 (в соавторстве с H. W. Kuhn (eds.)).
- Constructive linear algebra, Englewood Cliffs 1974 (в соавторстве с Allan Gewirtz, Harry Sitomer).

## Премия Таккера
В честь Альберта Таккера названа премия, присуждаемая международным симпозиумом Общества математической оптимизации, собирающимся каждые три года. Присуждается за выдающиеся работы в области дискретной математики.